# Tajuria amardus
Tajuria amardus är en fjärilsart som beskrevs av Hans Fruhstorfer 1912. Tajuria amardus ingår i släktet Tajuria och familjen juvelvingar. Inga underarter finns listade i Catalogue of Life.